# Trewes Commodore
De 'Trewes Commodore' is een type jacht, ontworpen door S. M. van der Meer.
In het tijdvak 1960-1965 was er in Nederland een sterke economische groei waardoor er meer vraag was naar luxe en groter zeewaardige jachten.
De 'Trewes Commodore' is de opvolger van de 'Trewes I'. De 'Commodore' is 85cm langer dan zijn voorganger 'Trewes I', heeft een jachthek in plaats van een platgat, een fors voorsteven, mooi gevormde lijnen en voor zijn grootte een uitgebreide inrichting. Hoewel voor Nederlandse omstandigheden gebouwd, was er ook in het buitenland vraag naar. De 'Trewes Commodore' was onder andere door deze factoren direct een succes en paste perfect in het tijdsbeeld. 
Tegenwoordig zijn deze rond 40 jaar oude stalen jachten, vaak nog steeds uitgerust met een originele Sabb Diesel, door liefhebbers met veel liefde gerestaureerd en/of in de vaart gehouden.
- L.o.a. 9,25m
- l.w.l. 7,07m
- b.     2,60m
- d.     1,15m (met 50% loodballast)
- waterverplaatsing: 7,07t